# Steigerwaldstadion
Lo Steigerwaldstadion (nome completo: Steigerwaldstadion präsentiert von der Mediengruppe Thüringen) è uno stadio di calcio con un impianto per l'atletica leggera situato nel quartiere Löbervorstadt, a sud di Erfurt, capitale dello stato della Turingia, nelle vicinanze del Südpark. Prima dei lavori di ristrutturazione del 2015, ospitava un totale di 17500 spettatori (6000 posti, di cui 4000 coperti). Oggi ha 18.599 posti a sedere ed è il secondo stadio più grande della Turingia dopo la Skatbank Arena di Altenburg. Lo stadio Steigerwald è lo stadio di casa dell'FC Rot-Weiß Erfurt. La struttura prende il nome dal vicino Steigerwald. Il complesso è stato ampiamente ristrutturato per quasi 42,8 milioni di euro e convertito in una sede multifunzionale per eventi. Lo stadio è gestito da Arena Erfurt GmbH, una joint venture tra SWE Stadtwerke Erfurt GmbH e Messe Erfurt GmbH.